# Gare d'Étival-Clairefontaine
La gare d'Étival-Clairefontaine est une gare ferroviaire française de la ligne de Lunéville à Saint-Dié, située sur le territoire de la commune d'Étival-Clairefontaine, dans le département des Vosges en région Grand Est.
Elle est mise en service en 1864 par la Compagnie des chemins de fer de l'Est.
C'est une gare de la Société nationale des chemins de fer français (SNCF), desservie par des trains TER Grand Est.

## Situation ferroviaire
Établie à 302 mètres d'altitude, la gare d'Étival-Clairefontaine est située au point kilométrique (PK) 424,125 de la ligne de Lunéville à Saint-Dié, entre les gares de Raon-l'Étape et de Saint-Dié-des-Vosges.
Ancienne gare de bifurcation, elle était l'origine de la ligne d'Étival à Senones (ligne privée fermée et déposée).

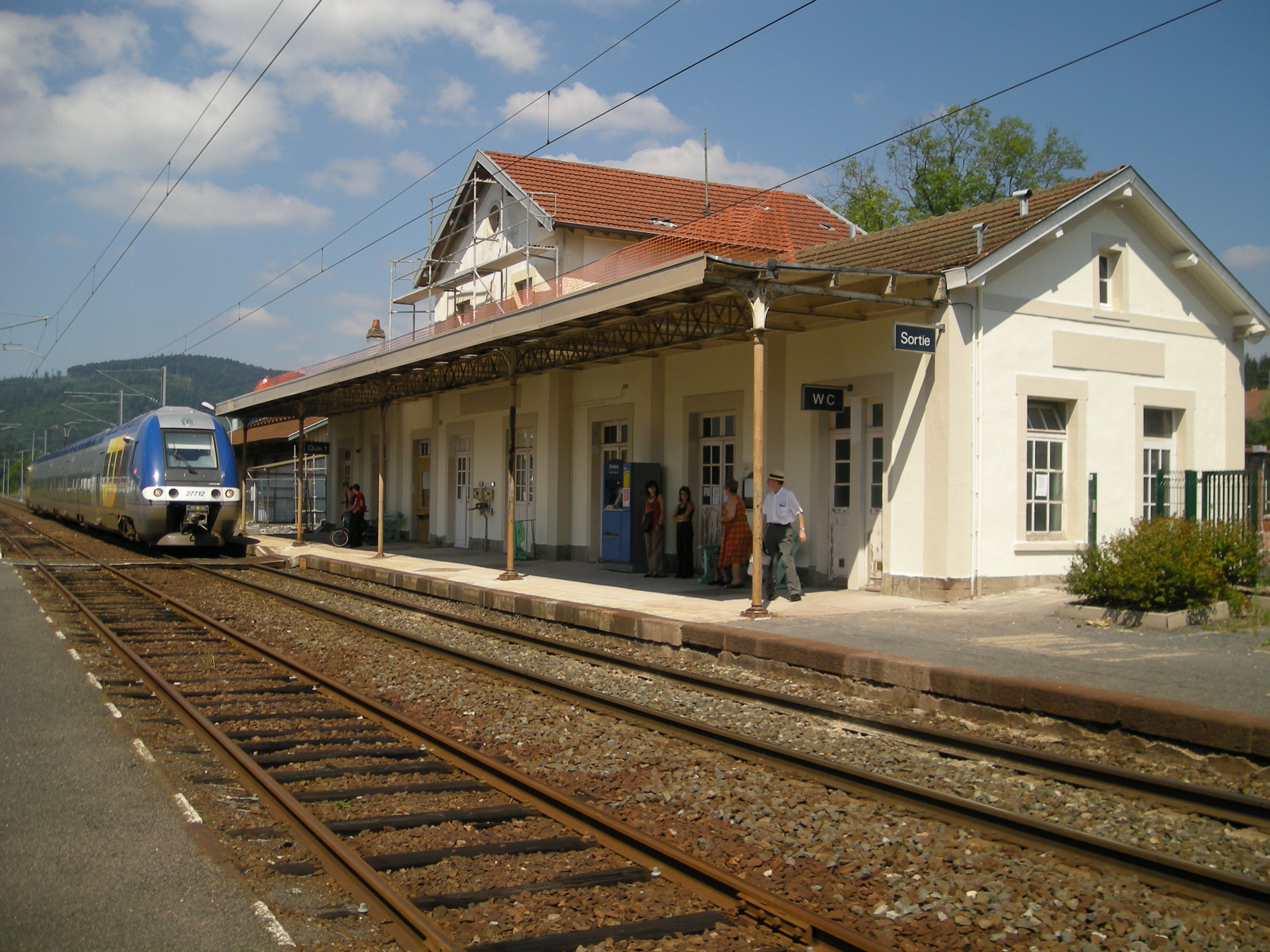
Voies et quais.

## Histoire
La gare d'Étival-Clairefontaine est mise en service le 15 novembre 1864 par la Compagnie des chemins de fer de l'Est, lorsqu'elle ouvre à l'exploitation la section de Raon-l'Étape à Saint-Dié.

## Fréquentation
De 2015 à 2024, selon les estimations de la SNCF, la fréquentation annuelle de la gare s'élève aux nombres indiqués dans le tableau ci-dessous.
| Année     | 2015   | 2016   | 2017   | 2018   | 2019   | 2020   | 2021   | 2022   | 2023   | 2024   |
| --------- | ------ | ------ | ------ | ------ | ------ | ------ | ------ | ------ | ------ | ------ |
| Voyageurs | 57 310 | 54 882 | 58 476 | 53 701 | 55 177 | 35 050 | 43 525 | 58 524 | 59 582 | 61 702 |

## Service des voyageurs

### Accueil
Gare SNCF, elle dispose d'un bâtiment voyageurs, avec guichet, ouvert du lundi au vendredi et les dimanches, fermé les samedis. Elle est équipée d'automates pour l'achat de titres de transport TER.

### Desserte
Étival-Clairefontaine est desservie par des trains TER Grand Est de la relation de Nancy à Saint-Dié-des-Vosges.

## Service des marchandises
Cette gare est ouverte au service du fret (train massif uniquement).

### Intermodalité
Un parking pour les véhicules y est aménagé.